# Martyn Kravciv
Martyn Kravciv (in ucraino Мартин Кравців?; Leopoli, 26 novembre 1990) è uno scacchista ucraino.
È noto come Martyn Kravtsiv nei paesi occidentali.
Ha ottenuto il titolo di Grande Maestro nel 2009. 
Principali risultati:
- Nel 2000 ha vinto il campionato ucraino under-10.
- nel 2008 ha vinto l'oro individuale nel torneo blitz dei World Mind Sports Games a Pechino.[1]
- nel 2010 è stato =1°-6° nel Orissa Open di Bhubaneswar.
- nel 2011 ha vinto il 3° Open di Chennai.
- nel 2012 è stato =1°-5° con Pentala Harikrishna, Parimarjan Negi, Tornike Sanikidze e Tigran Gharamian nel torneo open di Cappelle-la-Grande (Harikrishna ha vinto per spareggio tecnico).
- nel 2015 è stato pari primo con Andrei Volokitin and Zahar Efimenko nel Campionato ucraino (secondo dopo gli spareggi).
- nel 2016 ha vinto l'open della Riga Technical University, superando per spareggio tecnico Hrant Melkumyan, Arturs Neiksans, Aleksey Goganov e Jiri Stocek.

Ha raggiunto il massimo rating FIDE in marzo 2018, con 2685 punti Elo.